# فرار مغزها

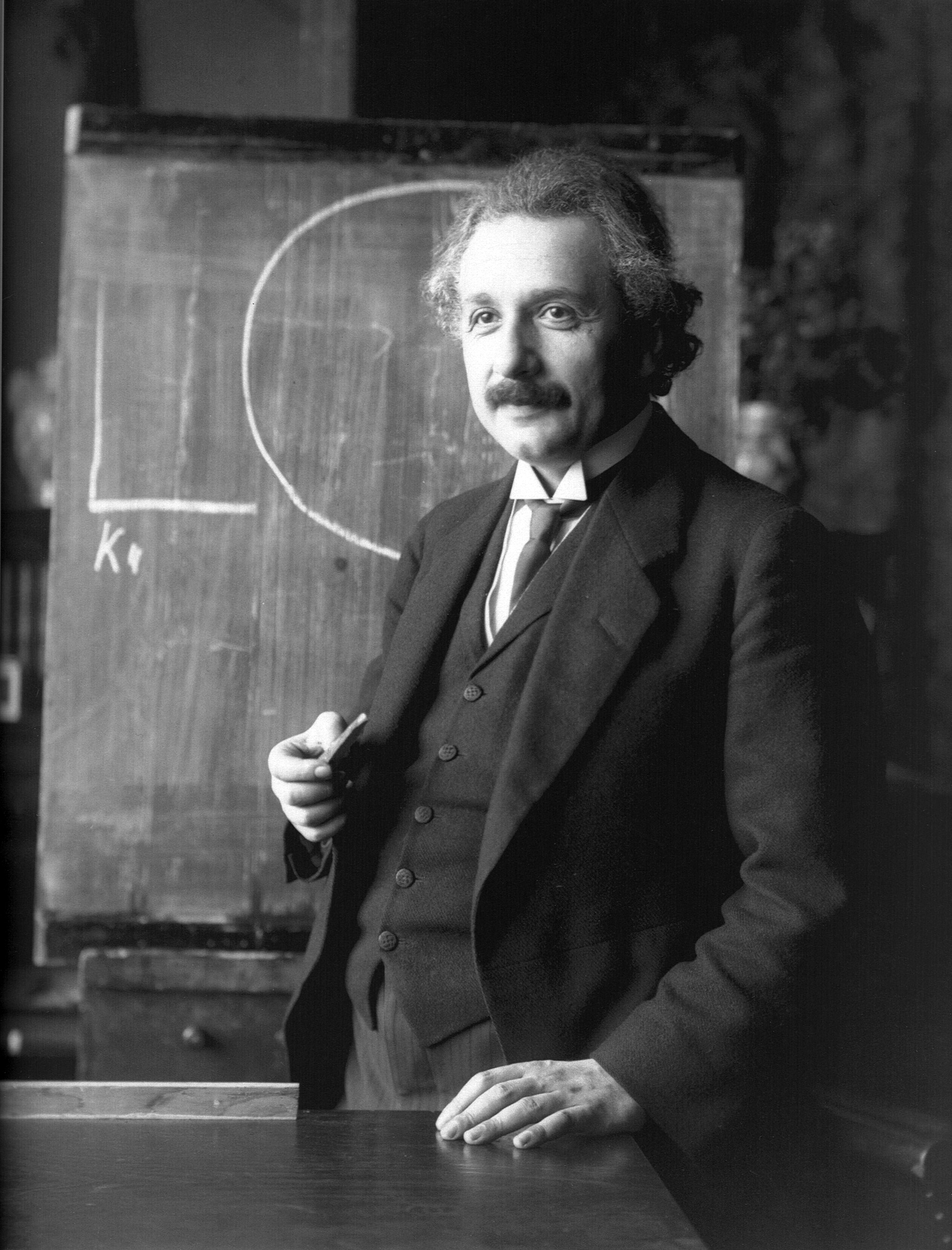
فیزیکدان نظری، آلبرت اینیشتین که از حکومت آلمان نازی به آمریکا مهاجرت کرد، نمونه‌ای از فرار مغزها در نتیجهٔ تغییرات سیاسی است.

پدیده مهاجرت گسترده تحصیل‌کردگان، دانشگاهیان و دانشمندان یک کشور یا جامعه به کشورهای دیگر، اصطلاحاً فرار مغزها گفته می‌شود، که معمولاً به دلیل کمبود موقعیت‌های شغلی، درگیری‌های سیاسی و نظامی و خطرات جانی رخ می‌دهد.
کوچ نخبگان، به عنوان بهترین سرمایه‌های انسانی از مسائل مدیریتی کشورهای توسعه نیافته‌اند و این کشورها درصورتی که نیاز دارند از سرمایه انسانی برگزیده خود برای جهش اقتصادی استفاده کنند با جریان انتقال سرمایه انسانی به کشورهای توسعه یافته مواجه می‌شوند.

## رتبه مهاجرت نخبگان در ایران و دیگر کشورها
میانگین فرار مغزها در سال ۲۰۲۱، ۵٫۲۵ برآورد شده است. بیشترین میزان خروج نخبگان مربوط به ساموآ با شاخص ۹٫۹ و کمترین مقدار مربوط به استرالیا با شاخص ۰٫۵ بوده است.
ایران از لحاظ میزان خروج نخبگان با ۵٫۳۰ شاخص واحد رتبه ۹۶ را کسب کرده است. این در حالی است میزان مهاجرات نخبگان در کشور اروپایی اوکراین و کشور آمریکایی پرو بیشتر از ایران است.

## وضعیت فرار مغزها در کشورهای جهان

### آلمان
طبق آمار سازمان همکاری اقتصادی و توسعه میزان فرار مغزها از کشور آلمان نزدیک به بالاترین میزان تجربه شده فرار مغزها در بین کشورهای صنعتی، پس از دهه ۱۹۵۰ بوده است

### ایران
خروج تحصیلکرده‌های ایرانی هزینه‌های اقتصادی جدی برای این کشور بهمراه داشت. برآورد اخیر بانک جهانی، ضرر مالی پدیده فرار مغزها را۵۰ میلیارد دلار در سال نشان می‌دهد، این رقم چندین برابر ارزش صادرات اخیر نفت ایران است که در سال ۱۳۹۹ کمتر از ۲۰ میلیارد دلار بوده است. فرار مغزها از ایران به حدی منافع ملی این کشور را تحت تأثیر قرار داده که محمدصادق خیاطیان رئیس مرکز بررسی‌های استراتژیک ریاست‌جمهوری دولت سیزدهم، تشکیل سازمان ملی مهاجرت را پیشنهاد کرده است و اذعان داشته است که کشورهای همسایه با وعده مبالغ کلان به دنبال جذب نخبگان ایرانی می‌باشند.

### عراق
با به روی کار آمدن صدام حسین، موجی از مهاجرت نخبگان از عراق آغاز شد و در نتیجه در حدود ۴ میلیون عراقی از این کشور مهاجرت کردند. کمبود امکانات ابتدایی و نبود امنیت باعث تداوم این روند در سال‌های اخیر شده است. برای مثال گزارش شده است بیش از ۸۹ استاد دانشگاه از سال ۲۰۰۶ در این کشور کشته شده‌اند.

### روسیه
در گذشته دو موج بزرگ در روسیه یکی، خروج انقلابیهای چپگرای دوره روسیه تزاری و نویسندهها و هنرمندانی پس از انقلاب اکتبر ۱۹۱۷ و دیگری، فرار بزرگ مغزها در آغاز دهه ۱۹۹۰ یعنی پس از فروپاشی اتحاد جماهیر شوروی وجود داشته است.
تازه‌ترین دوره فرار مغزها ناشی از سرکوبی مخالفان لیبرال و رسانه‌های مستقل پس از انتخاب مجدد ولادیمیر پوتین به عنوان رئیس‌جمهور روسیه در مارس ۲۰۱۲ است. طبق محاسبه اداره آمار دولتی روسیه، در سال ۲۰۱۳ بیش از ۱۸۶ هزار نفر این کشور را ترک کرده‌اند. این رقم پنج برابر کسانی است که در سال ۲۰۱۱ از روسیه مهاجرت کرده بودند. یک گزارش اخیر سازمان ملل متحد نشان می‌دهد که در سال ۲۰۱۳ حدود ۴۰ هزار شهروند روسی درخواست پناهندگی کرده‌اند که در مقایسه با سال ۲۰۱۲ حاکی از یک افزایش ۷۰ درصدی است.
اولگ کاشین، مقاله‌نویس سابق روزنامه معتبر کامرسانت، آلکساندر شتینین، مؤسس خبرگزاری نووی ریجن، که یک بنگاه خبری مستقل است، گالینا تیموشنکو، سردبیری یک وبسایت مهم خبری روسیه، لئونید برشیدسکی، که با چند نشریه بازرگانی مهم روسیه از جمله ودوموستی، همکاری داشته و اخیراً سردبیر یک وبسایت لیبرال شده، گری کاسپارف، قهرمان سابق شطرنج جهان و فعال مخالف دولت روسیه، سرگی گوریف اقتصاددان سرشناس و پاول دورف، یک غول رسانه‌های اجتماعی، از شخصیت‌های مهمی هستند که مهاجرت از روسیه را به ماندن در آن کشور ترجیح داده‌اند.

### آمریکا
حسین راسی مدیرعامل شرکت توسن فعال در زمینه بانکداری الکترونیکی از نوعی مهاجرت معکوس خبر می‌دهد، مهاجرتی که در آن افراد از آمریکا به کشورهای همچون: چین و اندونزی مهاجرت می‌کنند.